# 7244 Villa-Lobos
7244 Villa-Lobos è un asteroide della fascia principale. Scoperto nel 1991, presenta un'orbita caratterizzata da un semiasse maggiore pari a 2,8723754 UA e da un'eccentricità di 0,0819889, inclinata di 2,60851° rispetto all'eclittica.
Dal 24 dicembre 1996 al 22 febbraio 1997, quando 7280 Bergengruen ricevette la denominazione ufficiale, è stato l'asteroide denominato con il più alto numero ordinale. Prima della sua denominazione, il primato era di 7097 Yatsuka.
L'asteroide è dedicato al compositore brasiliano Heitor Villa-Lobos.